# Diocesi di Garagoa
La diocesi di Garagoa (in latino Dioecesis Garagoënsis) è una sede della Chiesa cattolica in Colombia suffraganea dell'arcidiocesi di Tunja. Nel 2021 contava 133.905 battezzati su 139.210 abitanti. È retta dal vescovo Julio Hernando García Peláez.

## Territorio
La diocesi comprende 25 comuni nella parte sud-orientale del dipartimento colombiano di Boyacá: Garagoa, Jenesano, Ramiriquí, Rondón, Tibaná, Umbita, Chinavita, Pachavita, La Capilla, Tenza, Zetaquira, Berbeo, Guateque, Sutatenza, Somondoco, Guayatá, Almeida, Chivor, Macanal, Campohermoso, Páez, Santa María, San Luis de Gaceno, San Eduardo e Miraflores.
Sede vescovile è la città di Garagoa, dove si trova la cattedrale di Nostra Signora della Candelora (Nuestra Señora de la Candelaria).
Il territorio si estende su una superficie di 4.400 km² ed è suddiviso in 33 parrocchie, raggruppate in 4 vicariati: San Mateo, San Marcos, San Lucas e San Juan.

## Storia
La diocesi è stata eretta il 26 aprile 1977 con la bolla Cum Venerabilis di papa Paolo VI, ricavandone il territorio dall'arcidiocesi di Tunja.
Il 7 aprile 1978, con la lettera apostolica Probatus ille, lo stesso papa Paolo VI ha confermato la Beata Maria Vergine, Nostra Signora del Rifugio, venerata popolarmente con il titolo di Nuestra Señora del Amparo de Chinavita, patrona principale della diocesi.
Il 29 ottobre 1999 ha acquisito una porzione di territorio dal vicariato apostolico di Casanare, che contestualmente ha assunto la denominazione di vicariato apostolico di Trinidad.

## Cronotassi dei vescovi
Si omettono i periodi di sede vacante non superiori ai 2 anni o non storicamente accertati.
- Juan Eliseo Mojica Oliveros † (26 aprile 1977 - 27 dicembre 1989 deceduto)
- Guillermo Álvaro Ortiz Carrillo † (27 dicembre 1989 succeduto - 24 febbraio 2000 deceduto)
- José Vicente Huertas Vargas † (23 giugno 2000 - 15 giugno 2017 ritirato)
- Julio Hernando García Peláez, dal 15 giugno 2017

## Statistiche
La diocesi nel 2021 su una popolazione di 139.210 persone contava 133.905 battezzati, corrispondenti al 96,2% del totale.
| anno | popolazione | popolazione | popolazione | presbiteri | presbiteri | presbiteri | presbiteri                | diaconi | religiosi | religiosi | parrocchie |
| anno | battezzati  | totale      | %           | numero     | secolari   | regolari   | battezzati per presbitero | diaconi | uomini    | donne     | parrocchie |
| ---- | ----------- | ----------- | ----------- | ---------- | ---------- | ---------- | ------------------------- | ------- | --------- | --------- | ---------- |
| 1980 | 220.000     | 225.000     | 97,8        | 25         | 24         | 1          | 8.800                     |         | 5         | 26        | 26         |
| 1990 | 230.000     | 240.000     | 95,8        | 42         | 42         |            | 5.476                     |         | 2         | 53        | 29         |
| 1999 | 153.000     | 155.000     | 98,7        | 50         | 49         | 1          | 3.060                     |         | 1         | 47        | 28         |
| 2000 | 153.000     | 155.000     | 98,7        | 50         | 49         | 1          | 3.060                     |         | 1         | 47        | 28         |
| 2001 | 153.000     | 155.000     | 98,7        | 49         | 48         | 1          | 3.122                     |         | 1         | 44        | 28         |
| 2002 | 153.000     | 155.000     | 98,7        | 47         | 46         | 1          | 3.255                     |         | 1         | 42        | 29         |
| 2003 | 153.000     | 155.000     | 98,7        | 48         | 48         |            | 3.187                     |         |           | 31        | 30         |
| 2004 | 155.500     | 157.500     | 98,7        | 46         | 46         |            | 3.380                     |         |           | 31        | 31         |
| 2006 | 159.300     | 161.500     | 98,6        | 55         | 54         | 1          | 2.896                     |         | 1         | 28        | 31         |
| 2013 | 172.000     | 176.000     | 97,7        | 53         | 52         | 1          | 3.245                     |         | 1         | 30        | 31         |
| 2016 | 178.000     | 182.000     | 97,8        | 44         | 43         | 1          | 4.045                     |         | 1         | 37        | 31         |
| 2019 | 132.440     | 137.340     | 96,4        | 49         | 48         | 1          | 2.702                     |         | 1         | 36        | 33         |
| 2021 | 133.905     | 139.210     | 96,2        | 54         | 53         | 1          | 2.479                     |         | 1         | 63        | 33         |